# تیم ملی بسکتبال مالت
تیم ملی بسکتبال مالت  (به  مالتی: Tim nazzjonali tal-basketball ta' Malta) نماینده مالت در مسابقات بین‌المللی بسکتبالاست . این تیم توسط فدراسیون بسکتبال این کشور اداره می شوند. مالت از سال ۱۹۶۷ عضو فدراسیون بین‌المللی بسکتبال است و در رقابت هایی مانند قهرمانی اروپا برای کشورهای کوچک شرکت می کند .